# Giovanni II del Portogallo
Giovanni II di Aviz, detto il Severo ("o Severo") o anche il Principe Perfetto (in portoghese Dom João II, O Príncipe Perfeito; Lisbona, 3 maggio 1455 – Alvor, 25 ottobre 1495), Re del Portogallo e dell'Algarve, signore di Guinea dal 1481 al 1495, fu il tredicesimo re del Portogallo e dell'Algarve.
Era figlio terzogenito del re del Portogallo Alfonso V e d'Isabella d'Aviz.

## Biografia
Giovanni alla nascita fu l'erede al trono del Portogallo, perché il suo fratello primogenito, anche lui di nome Giovanni, era già morto.
Nel 1455 Giovanni, a pochi mesi di vita, rimase orfano della madre, Isabella, che morì improvvisamente (2 dicembre 1455), molto probabilmente per avvelenamento, mentre si trovava a Évora.

### Infanzia e giovinezza

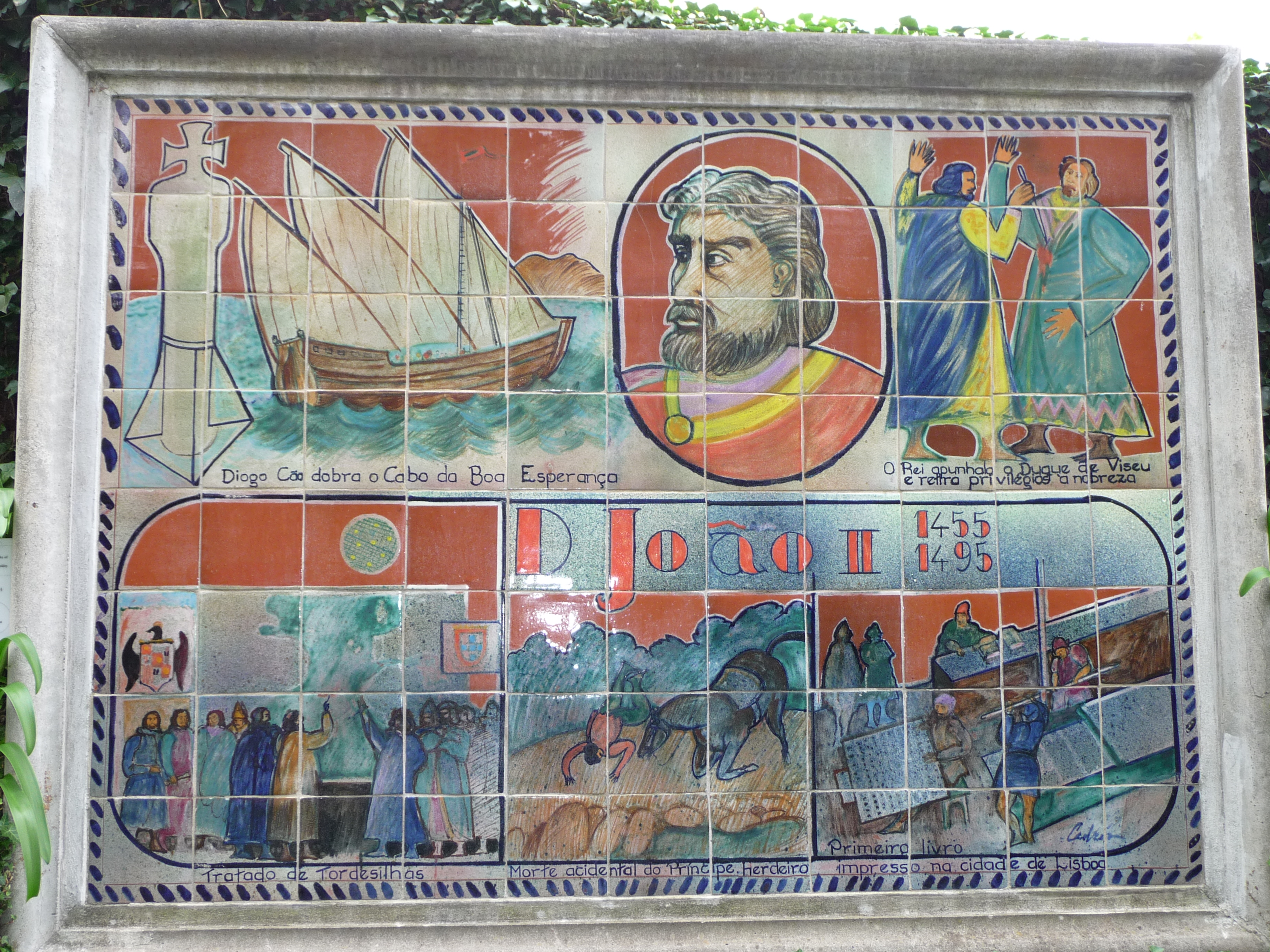
Pannello commemorativo vicino a Funchal, nelle isole Madera.

Dopo la morte della madre la zia Filippa di Coimbra (1437-1493), che pur non essendo monaca viveva al monastero di Odivelas, si occupò dei nipoti: Giovanni del Portogallo, di pochi mesi, e la piccola Giovanna, di circa tre anni. Si dedicò completamente a loro, facendogli da seconda madre, educandoli nel culto del nonno Pietro, che portò Giovanni, dopo l'ascesa al trono, a combattere e perseguitare la casa di Braganza, ritenuta la responsabile delle disgrazie del nonno.
Nel biennio 1470-1471, mentre sua sorella Giovanna fu nominata reggente del regno del Portogallo, Giovanni seguì suo padre Alfonso V nella campagna contro i musulmani del Nordafrica che portò alla conquista di Arzila (1470) e alla definitiva conquista di Tangeri, nel 1471, che guadagnò ad Alfonso V, il soprannome di Africano.
Il 22 gennaio del 1471 Giovanni, a Setúbal, sposò la cugina Eleonora di Viseu, figlia di Ferdinando d'Aviz, (figlio terzogenito del re del Portogallo Edoardo e di Eleonora (1402-1445), figlia del re della corona d'Aragona e di Sicilia Ferdinando e di Eleonora d'Alburquerque) e della moglie Beatrice d'Aviz, (figlia di don Giovanni del Portogallo e di Isabella di Braganza, figlia del futuro duca di Braganza Alfonso, e di Beatriz Pereira de Alvim, l'unica figlia di Nuno Álvares Pereira, connestabile del regno e conte di Arraiolos, Barcelos e Ourém, e di sua moglie Leonor de Alvim).
Dato che durante il regno di suo padre le esplorazioni sulla costa africana avevano avuto un notevole impulso, con il risultato che tra il 1469 e il 1471 era stato attraversato l'equatore e raggiunto capo Catherine, nel 1474, Alfonso V affidò al figlio Giovanni l'amministrazione dei forti e delle stazioni commerciali della costa africana.

### Guerra di successione castigliana

Bandiera di Alfonso V e Giovanna la Beltraneja durante la loro pretesa al regno di Castiglia.

In quegli anni si stava aprendo una lotta per la successione sul trono del regno di Castiglia, dove regnava la sorella di Alfonso V, Giovanna del Portogallo accanto al marito Enrico IV: il re Enrico, nel 1468, aveva firmato un trattato (Tratado de los Toros de Guisando) nel quale riconosceva di fatto l'illegittimità della figlia Giovanna, designando come erede la propria sorellastra, Isabella, la Cattolica.
Nel 1469, però, dopo che la sorellastra si era sposata, contro il volere di Enrico IV con l'erede al trono di Aragona, Ferdinando, Enrico ritrattò il precedente accordo, giurò pubblicamente, assieme alla moglie, che Giovanna era sua figlia legittima e la proclamò erede al trono, con la Cerimonia de la Val de Lozoya, un prato vicino a Buitrago.
Quando Enrico IV morì, l'11 dicembre del 1474, Giovanna detta la Beltraneja, legittima erede del trono, si trovò a dovere lottare contro Isabella.
La regina madre, Giovanna del Portogallo, che era già malata, prima di morire combinò il matrimonio, che fu celebrato il 30 maggio del 1475, di sua figlia Giovanna con suo fratello, il re del Portogallo Alfonso V.
Giovanni fu sempre accanto al padre, Alfonso V, e invasero la Castiglia (estate del 1475) per difendere i diritti rispettivamente di moglie e matrigna. Alfonso V fu dichiarato re di Castiglia e León, dai partigiani della moglie, nonostante che Isabella fosse già stata incoronata regina con il marito Ferdinando.
Mentre il suo alleato, il re di Francia Luigi XI, invadeva la Biscaglia, Alfonso subì una sconfitta, che non era completa, perché il 1º marzo 1476, nella battaglia di Toro, mentre lui fu messo in fuga da Ferdinando, il figlio Giovanni tenne le posizioni sconfiggendo le forze che gli erano contrapposte. Tuttavia dato che i suoi sostenitori in Castiglia diminuivano e soprattutto diverse città e contee che prima lo sostenevano, tra cui Madrid, passarono dalla parte di Isabella, l'esercito portoghese si ritirò dalla Castiglia. Giovanni scortò la matrigna sino ad oltre confine con un drappello di quattrocento cavalieri.
Comunque tra il 1475 e il 1477, Giovanni fu reggente del regno durante le assenze dal padre, impegnato nelle operazioni della guerra di successione castigliana.

### Luogotenenza
Mentre la guerra si trascinava senza scontri rilevanti, Alfonso V, nel 1477, si recò in Francia per richiedere l'aiuto del re, Luigi XI, ma dopo avere intavolato delle trattative si accorse di non approdare ad alcun risultato e rientrò mestamente in Portogallo e delegò i compiti di governo al figlio, Giovanni.
Giovanni si prodigò per la pace e incaricò sua zia, che era anche sua suocera, Beatrice, la vedova del fratello di suo padre, Ferdinando del Portogallo, di attivarsi per incontrare la nipote, Isabella di Castiglia.
L'accordo di pace con Isabella, fu trovato da Giovanni e Beatrice e la pace fu siglata ad Alcáçovas (Viana do Alentejo), il 4 settembre del 1479; il trattato venne controfirmato dai re Cattolici a Toledo nel marzo del 1480.

### L'inizio del regno
Giovanni divenne re come Giovanni II il 28 agosto 1481, dopo la morte del padre Alfonso V, trovando il tesoro in dissesto a causa delle guerre e della liberalità e prodigalità del padre. Inoltre, per la compiacenza del padre, la famiglia di Braganza era giunta a considerarsi quasi pari del sovrano.
Immediatamente dopo la sua ascesa al trono, alle cortes del 1481, impose una forma più rigorosa di omaggio al re da parte dei nobili, che scontentò in modo particolare, il duca di Braganza, Ferdinando II, che protestò invocando i privilegi della sua casata, senza ottenere alcun risultato.
Inoltre il re accolse la protesta del terzo stato che contestava alla nobiltà di tenere sotto la sua giurisdizione, senza averne il diritto, diverse città, per cui fu stabilito che se fosse stata provata la mancanza di fondamento di tale situazione, la corona aveva il diritto di avocare a sé la giurisdizione di tali città.
Infine, accettando il suggerimento di diversi comuni, Giovanni II impostò un certo numero di riforme finanziarie per impedire il perpetrarsi di ingiustizie da parte dei grandi feudatari e dei loro funzionari, a scapito della popolazione del regno.
Così facendo Giovanni II, sul modello di Luigi XI, portò avanti una politica assolutistica, che gli permise di rimettere in sesto le finanze e riottenere un certo controllo anche sui grandi signori.

### L'epoca delle cospirazioni
Nel 1483 Giovanni, in base alla corrispondenza segreta tra la famiglia di Braganza e la casa reale di Castiglia, fece arrestare il duca di Braganza, Ferdinando II, che fu processato; nel corso del processo fu provata l'accusa di tradimento a carico del duca e di suo fratello il marchese di Montemor-o-Novo, che riuscì a fuggire e a sottrarsi alla giustizia, mentre il fratello della regina, Diego I di Viseu, coinvolto nel complotto, fu perdonato. Il duca di Braganza fu condannato a morte e giustiziato a Évora il 30 maggio dello stesso anno; tutti i suoi beni vennero confiscati dalla corona.
L'anno dopo, il cognato di Giovanni, Diego I, 4º duca di Viseu, divenuto, dopo la morte di Ferdinando II di Braganza, il più influente nobile del regno, nel 1484, non condividendo la politica accentratrice del cugino, il re Giovanni II del Portogallo, organizzò una congiura per uccidere Giovanni e l'erede al trono, il figlio Alfonso del Portogallo; ma, essendo stato scoperto il suo piano, il cugino Giovanni lo uccise con le sue mani, mentre altri complici venivano o imprigionati o uccisi (tra questi il vescovo di Évora e molto probabilmente il marchese Giovanni di Montemor-o-Novo).

### Le scoperte e le esplorazioni

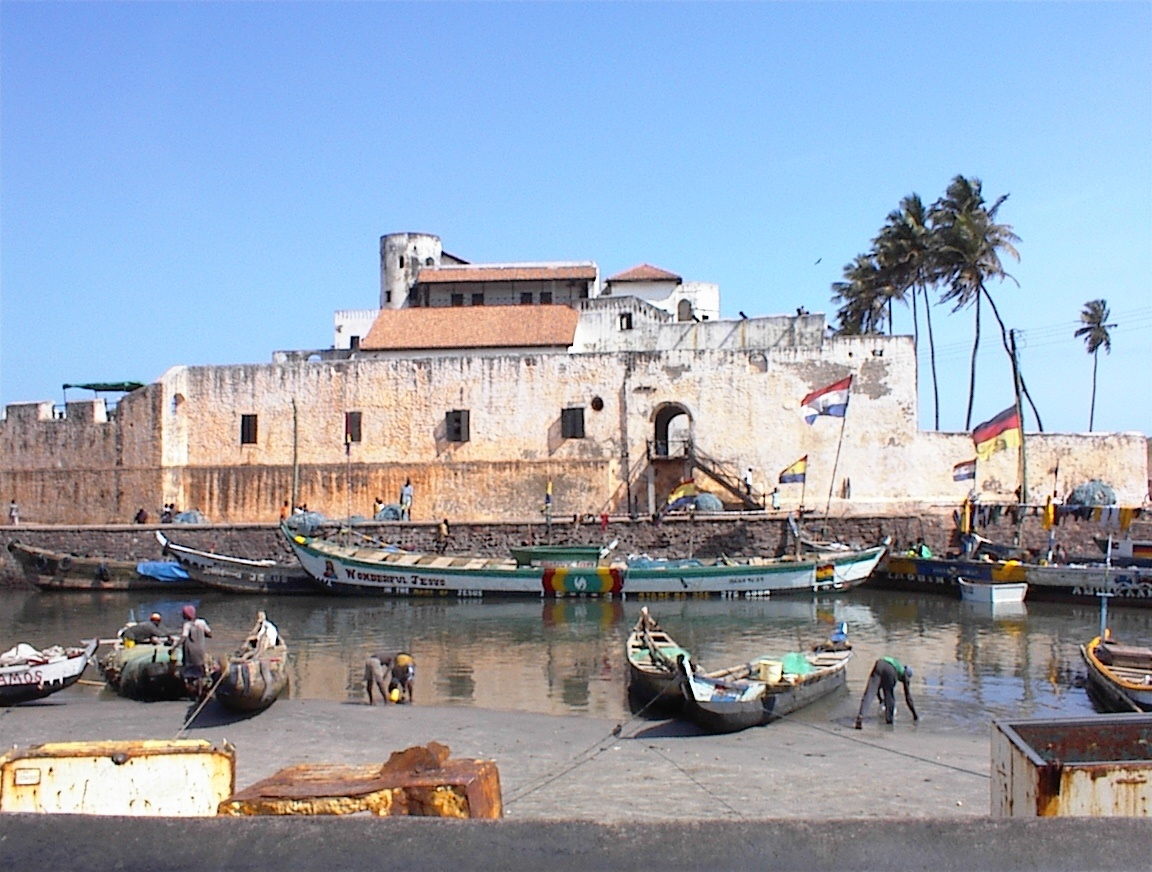
Fortezza di San Giorgio a Elmina, in Ghana.

Giovanni, che aveva cominciato ad interessarsi delle scoperte, nel 1474, quando era responsabile dei forti e delle stazioni commerciali della costa africana, appena salito al trono, diede impulso alla ricerca della via di accesso all'India, con lo stesso zelo del prozio, il grande Enrico il Navigatore:
- Diogo de Azambuja, costruì il forte di San Giorgio a Elmina (nell'attuale Ghana).
- Diogo Cão, nel 1482-1483, scoprì la foce del fiume Congo e il capo di Santa Maria, esplorò la costa della Namibia e, nel 1485, giunse a capo Cross.
- Bartolomeu Dias, nel 1488, doppiò il Capo di Buona Speranza, e fu il primo europeo a navigare l'Oceano Indiano, arrivando da ovest.
- Álvaro de Caminha, nel 1493 iniziò la colonizzazione delle isole di São Tomé e Príncipe.
- Pêro da Covilhã e Afonso de Paiva invece furono inviati dal re a Il Cairo per fare le esplorazioni, anche per via terra, passando da Ormuz, arrivando a Aden e da qui si separarono. Paiva raggiunse l'Abissinia alla ricerca del leggendario regno del Prete Gianni e lì morì, mentre Covilhã proseguì per Calicut ed esplorò l'Oceano Indiano, fermandosi in Mozambico. Tornato indietro e saputo della scomparsa di Paiva, si recò in Abissinia dove rimase per il resto della vita, inviando relazioni precise che convinsero Giovanni di essere sulla giusta strada per l'India.

Forse Giovanni sarebbe arrivato all'India, se non fosse stato rallentato, dalla morte dell'erede al trono, principe Alfonso, nel 1491, e dalla disputa con la Spagna relativamente alle aree di influenza, delle nuove terre scoperte, dopo il primo viaggio di Cristoforo Colombo. Comunque, prima di morire, progettò e programmò il viaggio di Vasco da Gama.

### La questione ebraica
Gli Ebrei che vivevano in Portogallo erano rispettati e non avevano mai avuto motivo di lamentarsi (come ammesso dagli stessi storici di origine ebraica), però, nel 1492, a seguito dell'espulsione degli Ebrei dalla Spagna (i regni di Castiglia e Aragona), Giovanni II permise a circa 90 000 di loro di entrare in Portogallo e dietro il pagamento di una tassa di otto cruzados pro capite, permise loro un soggiorno di otto mesi. Visto che la popolazione del Portogallo li derubava ed in alcuni casi li uccideva perché li riteneva responsabili della peste che si era scatenata nel Paese, o anche per il fatto che gli ebrei locali praticavano l'usura, Giovanni permise loro di procurarsi delle navi per andare dove volessero.
Però quando fu il momento di partire alle navi fu dato l'ordine di fare rotta verso l'Africa: la maggior parte accettarono e si imbarcarono per le città del Maghreb e dell'impero ottomano, mentre coloro che si rifiutarono di partire furono ridotti in schiavitù.

### La disputa con la Spagna
Cristoforo Colombo aveva sottoposto il suo piano di circumnavigare la terra, per arrivare all'India, a Giovanni II, ma quest'ultimo aveva buoni motivi per ritenere che il progetto da lui seguito di doppiare l'Africa avrebbe portato a risultati sicuri per cui le Americhe furono scoperte per conto dei re cattolici di Castiglia e Aragona. Ma al ritorno di Colombo dopo il primo viaggio, Giovanni II ebbe il sospetto che, secondo il trattato di Toledo del 1480, la scoperta fosse avvenuta nella zona di influenza del Portogallo, che intendeva inviare nelle terre scoperte delle caravelle.
Il re, Ferdinando II di Aragona, propose di risolvere la questione con un negoziato, ma, prima di iniziarlo, convinse il papa Alessandro VI Borgia, spagnolo di nascita, a emettere una bolla (4 maggio 1493) secondo la quale tutte le terre a ovest e a sud di una linea tracciata a cento leghe dalle isole del Capo Verde alle Azzorre sarebbero state della Spagna. Il 26 settembre il papa emise una nuova bolla ancora più penalizzante per il Portogallo.
Giovanni II alla guerra preferì la trattativa, che portò al Trattato di Tordesillas (firmato a Tordesillas, in Castiglia, il 7 giugno 1494) che divise il mondo al di fuori dell'Europa in un duopolio esclusivo tra la Spagna e il Portogallo. Il trattato venne ratificato dalla Spagna il 2 luglio e dal Portogallo il 5 settembre 1494.

In quest'ultima trattativa Giovanni II si mostrò molto abile tanto che Duarte Pacheco Pereira, uno dei plenipotenziari portoghesi così parlò di Giovanni II «Il suo giudizio e la sua intelligenza sono rimasti insuperati nel nostro tempo», mentre uno dei suoi avversari nelle trattative, la regina, Isabella di Castiglia, la cattolica, riferendosi a lui lo definì «l'uomo».
Giovanni II morì, il 25 ottobre 1495, ad Alvor, nel Distretto di Faro in Algarve, e fu inumato nel Monastero di Batalha.
Alla sua morte gli successe il cugino nonché cognato Manuele I.

## Nella cultura di massa

### Televisione
- Isabel (serie televisiva) (2012), interpretato da Álvaro Monje.

### Letteratura
Il suo ritratto è stato d'ispirazione per la creazione da parte del suo autore del personaggio João Fragoso in Le Cronache di Vadia.

## Ascendenze
|                            |                           |                         | Genitori                                   |  |  | Nonni |  |  | Bisnonni                  |  |  | Trisnonni               |  |
|                            |                           |                         |                                            |  |  |       |  |  | Giovanni I del Portogallo |  |  | Pietro I del Portogallo |  |
|                            |                           |                         |                                            |  |  |       |  |  | Giovanni I del Portogallo |  |  | Pietro I del Portogallo |  |
|                            |                           | Teresa Lourenço         |                                            |  |  |       |  |  | Giovanni I del Portogallo |  |  |                         |  |
| Edoardo del Portogallo     |                           |                         |                                            |  |  |       |  |  | Giovanni I del Portogallo |  |  |                         |  |
|                            |                           | Filippa di Lancaster    | Giovanni Plantageneto, I duca di Lancaster |  |  |       |  |  |                           |  |  |                         |  |
|                            |                           | Filippa di Lancaster    | Giovanni Plantageneto, I duca di Lancaster |  |  |       |  |  |                           |  |  |                         |  |
|                            |                           | Filippa di Lancaster    | Bianca di Lancaster                        |  |  |       |  |  |                           |  |  |                         |  |
| Alfonso V del Portogallo   |                           | Filippa di Lancaster    |                                            |  |  |       |  |  |                           |  |  |                         |  |
|                            |                           | Ferdinando I d'Aragona  | Giovanni I d'Aragona                       |  |  |       |  |  |                           |  |  |                         |  |
|                            |                           | Ferdinando I d'Aragona  | Giovanni I d'Aragona                       |  |  |       |  |  |                           |  |  |                         |  |
|                            |                           | Ferdinando I d'Aragona  | Eleonora d'Aragona                         |  |  |       |  |  |                           |  |  |                         |  |
| Eleonora di Trastamara     |                           | Ferdinando I d'Aragona  |                                            |  |  |       |  |  |                           |  |  |                         |  |
|                            |                           | Eleonora d'Alburquerque | Sancho d'Alburquerque                      |  |  |       |  |  |                           |  |  |                         |  |
|                            |                           | Eleonora d'Alburquerque | Sancho d'Alburquerque                      |  |  |       |  |  |                           |  |  |                         |  |
|                            |                           | Eleonora d'Alburquerque | Beatrice del Portogallo                    |  |  |       |  |  |                           |  |  |                         |  |
| Giovanni II del Portogallo |                           | Eleonora d'Alburquerque |                                            |  |  |       |  |  |                           |  |  |                         |  |
|                            | Giovanni I del Portogallo | Pietro I del Portogallo |                                            |  |  |       |  |  |                           |  |  |                         |  |
|                            | Giovanni I del Portogallo | Pietro I del Portogallo |                                            |  |  |       |  |  |                           |  |  |                         |  |
|                            | Giovanni I del Portogallo | Teresa Lourenço         |                                            |  |  |       |  |  |                           |  |  |                         |  |
| Pietro d'Aviz              | Giovanni I del Portogallo |                         |                                            |  |  |       |  |  |                           |  |  |                         |  |
|                            |                           | Filippa di Lancaster    | Giovanni Plantageneto, I duca di Lancaster |  |  |       |  |  |                           |  |  |                         |  |
|                            |                           | Filippa di Lancaster    | Giovanni Plantageneto, I duca di Lancaster |  |  |       |  |  |                           |  |  |                         |  |
|                            |                           | Filippa di Lancaster    | Bianca di Lancaster                        |  |  |       |  |  |                           |  |  |                         |  |
| Isabella d'Aviz            |                           | Filippa di Lancaster    |                                            |  |  |       |  |  |                           |  |  |                         |  |
|                            |                           | Giacomo II di Urgell    | Pietro II di Urgell                        |  |  |       |  |  |                           |  |  |                         |  |
|                            |                           | Giacomo II di Urgell    | Pietro II di Urgell                        |  |  |       |  |  |                           |  |  |                         |  |
|                            |                           | Giacomo II di Urgell    | Margherita del Monferrato                  |  |  |       |  |  |                           |  |  |                         |  |
| Isabella di Urgell         |                           | Giacomo II di Urgell    |                                            |  |  |       |  |  |                           |  |  |                         |  |
|                            |                           | Isabella d'Aragona      | Pietro IV d'Aragona                        |  |  |       |  |  |                           |  |  |                         |  |
|                            |                           | Isabella d'Aragona      | Pietro IV d'Aragona                        |  |  |       |  |  |                           |  |  |                         |  |
|                            |                           | Isabella d'Aragona      | Sibilla di Fortià                          |  |  |       |  |  |                           |  |  |                         |  |
|                            |                           | Isabella d'Aragona      |                                            |  |  |       |  |  |                           |  |  |                         |  |

## Discendenza
Giovanni da Eleonora ebbe due figli:
- Alfonso d'Aviz (1475-1491), sposò, nel 1490, Isabella di Trastámara, figlia dei re cattolici. Morì cadendo da cavallo.
- Giovanni del Portogallo (1483).

Da una relazione con Anna de Mendonça ebbe un figlio naturale:
- Giorgio di Lencastre (1481-1550), Duca d'Aveiro e duca di Coimbra.